# 云照光
云照光（1929年—），原名乌勒朝克图（或格日勒朝克图），男，蒙古族，内蒙古土默特左旗人，中国作家、政治人物，内蒙古自治区文学艺术界联合会原主席、党组书记，中共内蒙古自治区委宣传部原副部长，内蒙古自治区政协原副主席。